# ベストメンバー
ベストメンバー（欧字名:Best Member、2006年4月14日 - ）は、日本の競走馬。主な勝ち鞍に2009年の京都新聞杯。

## 来歴

### 2008年
デビューは9月28日の阪神の芝1,800mを2番人気だったが、直線抜け出してデビューを飾った。11月の京都2歳ステークスに出走も4着に敗れる。

### 2009年
1月の中山の500万下の寒竹賞に出走。2番人気だったが、最後差しきって2勝目を挙げた。このあときさらぎ賞は4着となる。そして、皐月賞トライアルの若葉ステークスに出走し、勝利して皐月賞の優先出走権を獲得した。しかし、皐月賞は5着となり4着までに与えられる日本ダービーへの優先出走権は獲れなかった。陣営はダービートライアルの青葉賞、プリンシパルステークスを使わず賞金面での権利を獲るために、京都新聞杯へ出走。メンバー中皐月賞最上位だったこともあり1番人気だったが、ここは人気に応えて重賞初制覇し、ダービーへの出走を確実にした。しかしその後両橈骨遠位端骨折が見つかり、ダービーへの出走は叶わず3歳シーズンを終えた。

### 2010年
復帰初戦は日経新春杯。好位につけたものの直線で失速し、7着に敗れた。休養を挟み、9月11日の朝日チャレンジカップでは中団から追い上げるも人気通りの4着だった。続く京都大賞典では好位のインを追走するも直線で伸びず2戦連続の4着に敗れた。2011年10月26日付けで競走馬登録を抹消され引退、茨城県稲敷郡の大瀧馬事苑で乗馬となる。

## 競走成績
| 年月日 | 年月日 | 年月日 | 競馬場 | 競走名          | 格      | 頭数 | 枠番 | 馬番 | オッズ （人気） | オッズ （人気） | 着順 | 騎手     | 斤量 | 距離（馬場）  | タイム （上り3F） | タイム差 | 勝ち馬/（2着馬）       |
| 2008   | 9.     | 28     | 阪神   | 2歳新馬         |         | 8    | 5    | 5    | 2.7             | （2人）         | 1着  | 福永祐一 | 54   | 芝1800m（良） | 1:52.5 (34.0)     | -0.2     | （ドリームリフレクト） |
|        | 11.    | 29     | 京都   | 京都2歳S        | OP      | 9    | 3    | 3    | 8.5             | （4人）         | 4着  | 福永祐一 | 55   | 芝2000m（良） | 2:02.4 (35.5)     | 0.2      | イグゼキュティヴ       |
| 2009   | 1.     | 4      | 中山   | 寒竹賞          | 500万下 | 11   | 1    | 1    | 3.4             | （2人）         | 1着  | 後藤浩輝 | 56   | 芝2000m（良） | 2:00.7 (35.1)     | -0.3     | （ピースオブラック）   |
|        | 2.     | 15     | 京都   | きさらぎ賞      | GIII    | 10   | 8    | 10   | 6.7             | （3人）         | 4着  | 四位洋文 | 56   | 芝1800m（良） | 1:49.8 (35.6)     | 0.9      | リーチザクラウン       |
|        | 3.     | 21     | 阪神   | 若葉S           | OP      | 16   | 8    | 16   | 4.9             | （2人）         | 1着  | 四位洋文 | 56   | 芝2000m（良） | 2:02.1 (35.4)     | 0.0      | （トライアンフマーチ） |
|        | 4.     | 19     | 中山   | 皐月賞          | JpnI    | 18   | 3    | 6    | 23.4            | （5人）         | 5着  | 四位洋文 | 57   | 芝2000m（良） | 1:59.6 (35.8)     | 0.9      | アンライバルド         |
|        | 5.     | 9      | 京都   | 京都新聞杯      | GII     | 16   | 4    | 8    | 3.4             | （1人）         | 1着  | 四位洋文 | 56   | 芝2200m（良） | 2:13.0 (34.4)     | -0.1     | （デルフォイ）         |
| 2010   | 1.     | 17     | 京都   | 日経新春杯      | GII     | 12   | 6    | 7    | 4.5             | （4人）         | 7着  | 四位洋文 | 56   | 芝2400m（良） | 2:25.6 (36.5)     | 1.2      | メイショウベルーガ     |
|        | 9.     | 11     | 阪神   | 朝日チャレンジC | GIII    | 9    | 5    | 5    | 10.9            | （4人）         | 4着  | 福永祐一 | 56   | 芝2000m（良） | 1:59.8 (34.7)     | 0.6      | キャプテントゥーレ     |
|        | 10.    | 10     | 京都   | 京都大賞典      | GII     | 10   | 4    | 4    | 6.9             | （5人）         | 4着  | 四位洋文 | 57   | 芝2400m（良） | 2:26.0 (36.1)     | 1.0      | メイショウベルーガ     |

## 血統表
| ベストメンバーの血統サンデーサイレンス系 / Nasrullah 6.25% 5x5 | ベストメンバーの血統サンデーサイレンス系 / Nasrullah 6.25% 5x5 | ベストメンバーの血統サンデーサイレンス系 / Nasrullah 6.25% 5x5 | （血統表の出典）     | （血統表の出典） |
| 父 マンハッタンカフェ 1998 青鹿毛                              | 父の父*サンデーサイレンス 1986 青鹿毛                          | Halo                                                           | Hail to Reason       | Hail to Reason   |
| 父 マンハッタンカフェ 1998 青鹿毛                              | 父の父*サンデーサイレンス 1986 青鹿毛                          | Halo                                                           | Cosmah               |                  |
| 父 マンハッタンカフェ 1998 青鹿毛                              | 父の父*サンデーサイレンス 1986 青鹿毛                          | Wishing Well                                                   | Understanding        | Understanding    |
| 父 マンハッタンカフェ 1998 青鹿毛                              | 父の父*サンデーサイレンス 1986 青鹿毛                          | Wishing Well                                                   | Mountain Flower      |                  |
| 父 マンハッタンカフェ 1998 青鹿毛                              | 父の母*サトルチェンジ 1988 黒鹿毛                              | Law Society                                                    | Alleged              | Alleged          |
| 父 マンハッタンカフェ 1998 青鹿毛                              | 父の母*サトルチェンジ 1988 黒鹿毛                              | Law Society                                                    | Bold Bikini          |                  |
| 父 マンハッタンカフェ 1998 青鹿毛                              | 父の母*サトルチェンジ 1988 黒鹿毛                              | Santa Luciana                                                  | Luciano              | Luciano          |
| 父 マンハッタンカフェ 1998 青鹿毛                              | 父の母*サトルチェンジ 1988 黒鹿毛                              | Santa Luciana                                                  | Suleika              |                  |
| 母 グレートキャティ 1996 栗毛                                  | 母の父サクラユタカオー 1982 栗毛                               | *テスコボーイ                                                  | Princely Gift        | Princely Gift    |
| 母 グレートキャティ 1996 栗毛                                  | 母の父サクラユタカオー 1982 栗毛                               | *テスコボーイ                                                  | Suncourt             |                  |
| 母 グレートキャティ 1996 栗毛                                  | 母の父サクラユタカオー 1982 栗毛                               | アンジェリカ                                                   | *ネヴァービート      | *ネヴァービート  |
| 母 グレートキャティ 1996 栗毛                                  | 母の父サクラユタカオー 1982 栗毛                               | アンジェリカ                                                   | スターハイネス       |                  |
| 母 グレートキャティ 1996 栗毛                                  | 母の母*ルーシームーン 1988 鹿毛                                | Blushing Groom                                                 | Red God              | Red God          |
| 母 グレートキャティ 1996 栗毛                                  | 母の母*ルーシームーン 1988 鹿毛                                | Blushing Groom                                                 | Runaway Bride        |                  |
| 母 グレートキャティ 1996 栗毛                                  | 母の母*ルーシームーン 1988 鹿毛                                | Chic Belle                                                     | Mr. Prospector       | Mr. Prospector   |
| 母 グレートキャティ 1996 栗毛                                  | 母の母*ルーシームーン 1988 鹿毛                                | Chic Belle                                                     | Sleek Belle F.No.9-f |                  |

- 半姉に2010年東京ハイジャンプ勝ち馬のイコールパートナー（父カリズマティック）、半弟に2023年スワンステークス勝ち馬のウイングレイテスト（父スクリーンヒーロー）がいる。
- そのほかの近親にオークス馬のチョウカイキャロルがいる。